# Marian Spychalski
Marian Spychalski (6. prosince 1906 Lodž, Polsko – 7. června 1980 Varšava, Polsko) byl polský architekt, maršál a ministr národní obrany.

## Biografie
Studoval architekturu na Varšavské polytechnice. Od roku 1931 byl členem komunistické strany Polska. V únoru 1945 byl povýšen na brigádního generála. V letech 1945 až 1949 byl náměstkem ministra národní obrany. Od roku 1957 do roku 1968 byl ministrem národní obrany. V roce 1963 byl povýšen na maršála.
Zemřel v roce 1980 ve Varšavě. Je pochován na místním hřbitově, 'Cmentarzu Wojskowym na Powązkach'.

## Výběr z díla
- Spychalski, Marian. Warszawa architekta. Plany przyszłego marszałka. Warszawa: Wydawnictwo Bellona, 2015. 224 S. ISBN 978-83-11-13416-4
- Spychalski, Marian. Początek walki: Fragmenty wspomnień. Warszawa: Wydawnictwo Ministerstwa Obrony Narodowej, 1983. 248 S. ISBN 83-11-06926-3

## Fotogalerie

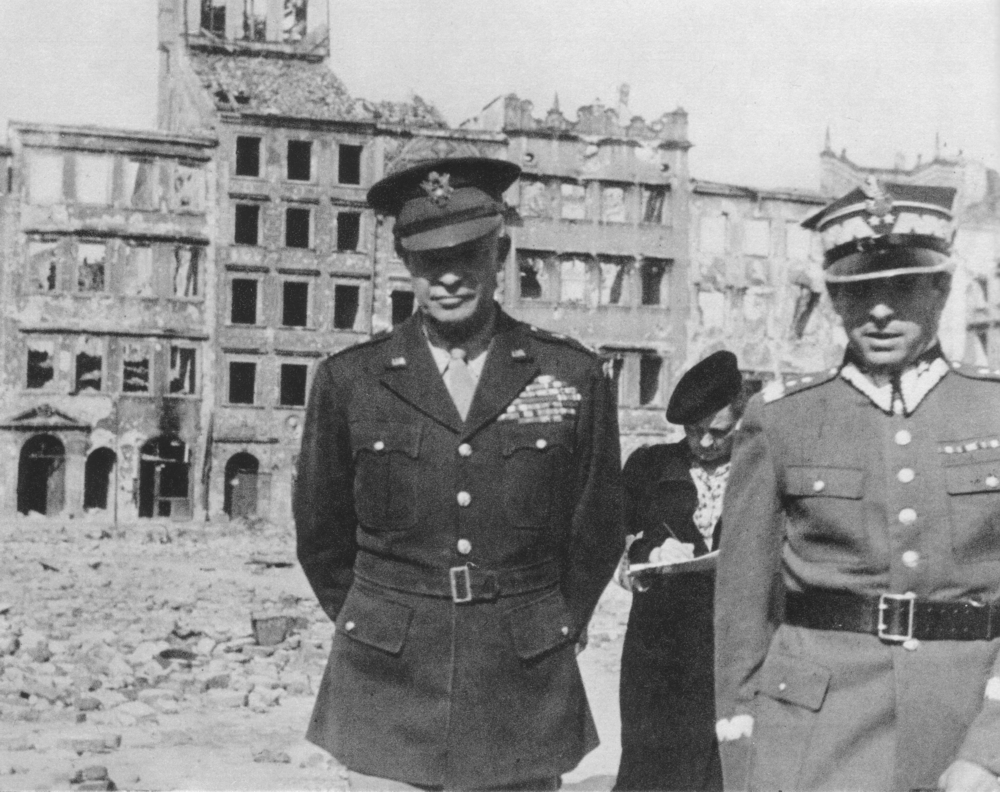
Zleva: Generál Dwight D. Eisenhower a Marian Spychalski ve Varšavě (1945)
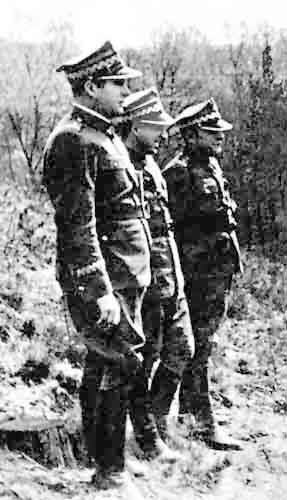
Zleva: Karol Świerczewski, Marian Spychalski, Michał Rola-Żymierski
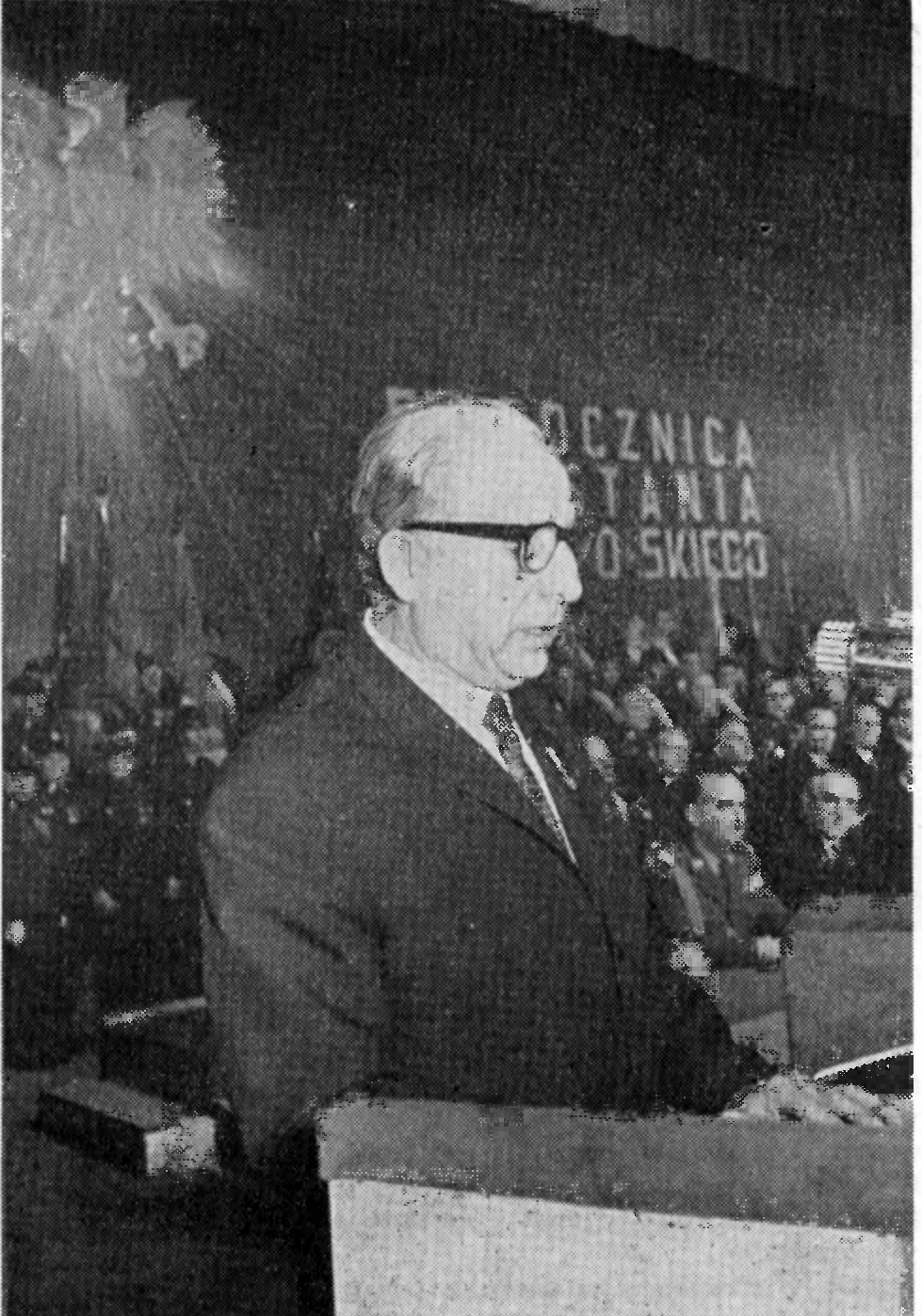
Marian Spychalski (1969)
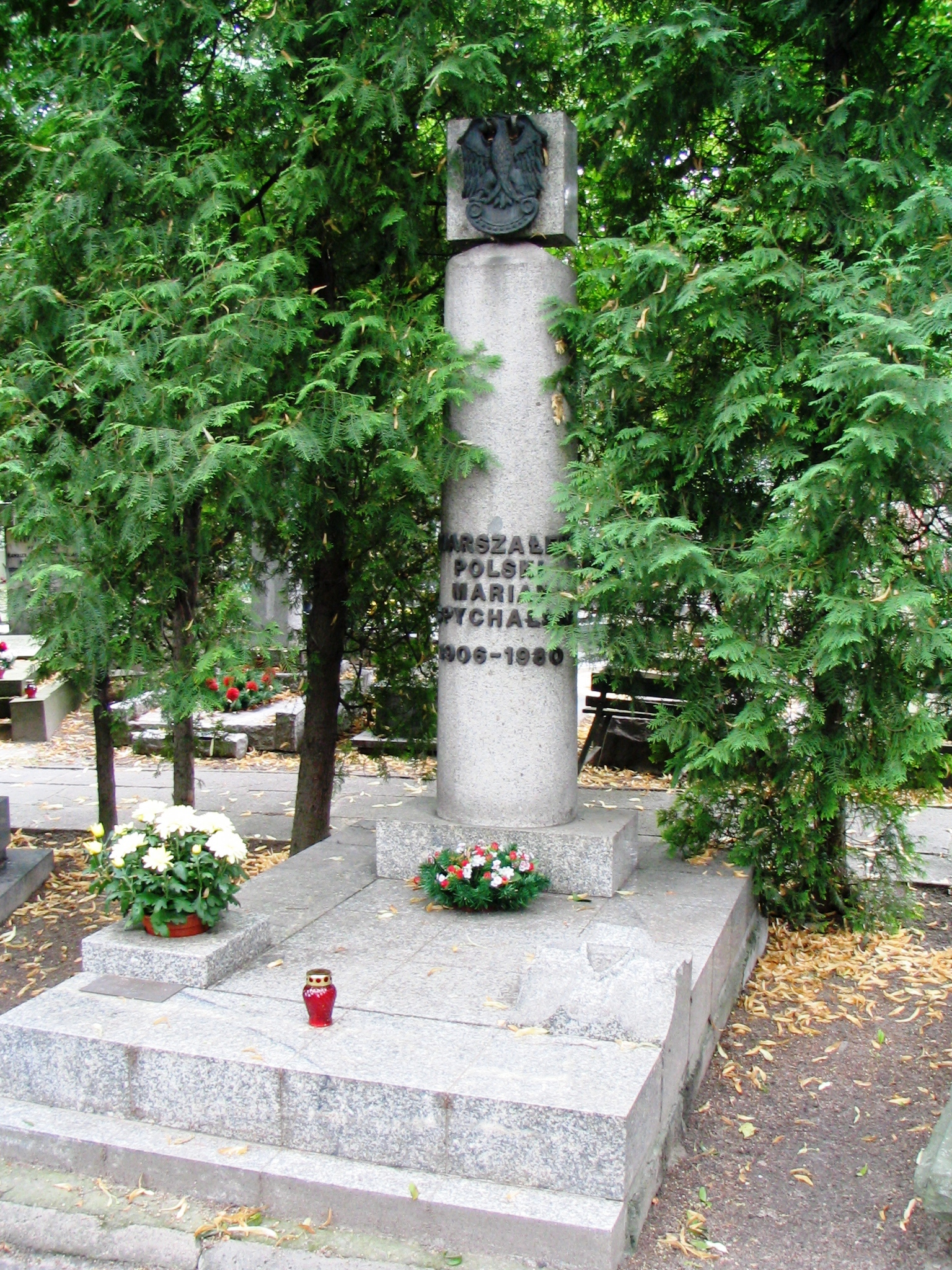
Hrob Mariana Spychalského ve Varšavě